# 865. grenadirski polk (Wehrmacht)
865. grenadirski polk (izvirno nemško 865. Grenadier-Regiment; kratica 865. GR) je bil pehotni polk Heera v času druge svetovne vojne.

## Zgodovina
Polk je bil ustanovljen 1. julija 1943 na Norveškem za potrebe 274. pehotne divizije.
Pozneje je bil preimenovan v 865. trdnjavski grenadirski polk.